# 브리안 힐
브리안 힐 살바티에라(스페인어: Bryan Gil Salvatierra, 2001년 2월 11일 ~)는 스페인의 축구 선수로 현재 라리가의 지로나 FC에서 윙어로 뛰고 있으며 2020년 하계 올림픽 은메달리스트이다.

## 선수 경력

### 클럽
2018년 세비야 FC 산하 2군팀인 세비야 아틀레티코에서 데뷔하여 23경기 4골을 기록한 뒤 1군팀에 합류하여 2020-21 시즌까지 비록 21경기 2골을 기록하는데 그쳤지만 2019-20년 UEFA 유로파리그 우승의 기쁨을 맛보았다.
이후 CD 레가네스와 SD 에이바르에서 임대 선수로 활동하며 41경기 6골을 기록한 뒤 약 346억원의 이적료에 잉글랜드 프리미어리그의 토트넘 홋스퍼와 입단 계약을 체결했고 포르투갈 프리메이라리가의 파수스 드 페헤이라와의 2021-22년 UEFA 유로파컨퍼런스리그 플레이오프 1차전에서 토트넘 이적 후 첫 경기를 가졌다.

### 국가대표팀
스페인 U-19 대표팀 소속으로 2019년 UEFA 유러피언 U-19 챔피언십에 출전하여 팀의 우승을 맛본 뒤 2021년 3월 25일 스페인 성인대표팀 소속으로 그리스와의 2022년 FIFA 월드컵 유럽 지역 예선 B조 1차전에서 국제 A매치 데뷔전을 치렀다.
그 후 코로나19 범유행으로 1년 연기된 2020년 하계 올림픽에 스페인 U-24 대표팀 일원으로 4경기에 출전하며 팀의 20년만의 올림픽 은메달 획득에 기여했다.
그리고 UEFA 유로 2020을 통해 생애 첫 메이저 대회 본선에 참가하여 2012년 우승 이후 9년만의 스페인의 4강 진출의 업적에 큰 힘을 실어줬지만 본인은 단 1경기도 출전하지 못했다.

## 기록

### 대회 기록
세비야 FC (2019~2021)
- UEFA 유로파리그 우승 : 2019-20

 스페인 축구 국가대표팀 (2021~ )
- UEFA U-19 축구 선수권 대회 : 우승 (2019)

- 하계 올림픽 은메달 : 2020